# John Ashcroft
John David Ashcroft (Chicago, 9 mei 1942) is een Amerikaanse politicus en lobbyist.
Hij was minister van Justitie onder president George W. Bush van 2001 tot 2004. Hij staat bekend om zijn conservatieve standpunten en zijn diepe religieuze overtuiging. Direct na de herverkiezing van Bush in 2004 diende hij zijn ontslag in.

## Levensloop
Ashcroft werd geboren in een gezin dat lid was van de Pinkstergemeente, hij is zelf nog steeds een actief lid van dit kerkgenootschap. Hij studeerde rechten aan Yale-universiteit in 1964.
Hij begon zijn politieke carrière in de overheid van de staat Missouri in 1973. Hij was gouverneur van Missouri van 1985 tot 1993. In 1994 werd hij verkozen tot lid van de Amerikaanse Senaat voor Missouri. In 2000 verloor hij zijn herverkiezing van de kort daarvoor overleden toenmalige gouverneur Mel Carnahan (in Missouri mag de huwelijkspartner van een overleden geregistreerd kandidaat de plaats innemen).
Ashcroft werd eind 2000 door George W. Bush gevraagd als minister van Justitie.
In de strijd tegen terrorisme speelde Ashcroft een belangrijke rol. Hij was verantwoordelijk voor de invoering van de zogenaamde Patriot Act, die de overheid verregaande informatie kan verschaffen over personen. Het toepassen van bekritiseerde 'ondervragingsmethoden' op Guantánamo Bay en de Abu Ghraib-gevangenis in Irak vielen ook gedeeltelijk onder zijn verantwoordelijkheid.
Op 2 november 2004 diende hij zijn ontslag in als minister van justitie. Volgens de New York Times had Ashcroft geen hechte verhouding met president Bush en richtte zijn beleid schade aan. Tegelijk met Ashcroft trad ook de Amerikaanse minister van handel Donald Evans af. Ashcroft werd opgevolgd door Alberto Gonzales.
Na zijn ontslag werd hij consultant en lobbyist in Washington D.C., via een nieuw opgericht eigen bedrijf. Op 1 juli 2005 werd hij tevens docent rechten en politieke wetenschappen aan Regent University.
- Bibliothèque nationale de France: cb16607044b (data)
- Gemeinsame Normdatei: 132050307
- International Standard Name Identifier: 0000 0001 0889 1651
- Library of Congress Control Number: n79115980
- MusicBrainz: 515191a1-f2b1-484c-b4cb-096ebc572405
- National Archives and Records Administration: 10580815
- Nationale Bibliotheek van Israël: 987007389050705171
- Nederlandse Thesaurus van Auteursnamen: 304063584
- SNAC: w6br9wwb
- Système universitaire de documentation: 083862129
- Biographical Directory of the United States Congress: A000356
- Virtual International Authority File: 38200010
- WorldCat: E39PBJr3tw6q9KD8vDVMp3R3Qq